# Boa Noite, e Boa Sorte
Good Night, and Good Luck. (br/pt: Boa Noite e Boa Sorte) é um filme estadunidense, britânico, francês e japonês de 2005, do gênero drama, dirigido por George Clooney e com roteiro escrito por Clooney e Grant Heslov.
O título original do filme é uma referência à frase com a qual o verdadeiro Edward R. Murrow encerrava todos os seus programas.
O orçamento de Boa noite e boa sorte foi de 7,5 milhões de dólares.

## Sinopse
Edward R. Morrow é um âncora de televisão que entra em confronto com o senador Joseph McCarthy ao expôr as táticas e mentiras usadas por ele em sua caça aos supostos comunistas. Inicia-se, então, um grande confronto público que trará consequências à recém-implantada televisão nos Estados Unidos.

## Elenco
- David Strathairn — Edward R. Murrow, jornalista e personagem do programa de TV da CBS See It Now
- George Clooney — Fred Friendly, coprodutor com Murrow do See It Now
- Robert Downey, Jr. — Joseph Wershba, escritor, editor, e correspondente da CBS News
- Patricia Clarkson — Shirley Wershba
- Frank Langella — William S. Paley, chefe executivo da CBS
- Jeff Daniels — Sig Mickelson
- Tate Donovan — Jesse Zousmer
- Ray Wise — Don Hollenbeck
- Alex Borstein — Natalie
- Reed Diamond — John Aaron
- Matt Ross — Eddie Scott
- Joseph McCarthy — ele mesmo

## Principais prêmios e indicações
Oscar 2006 (EUA)
- Indicado nas categorias de melhor filme, melhor roteiro original, melhor direção de arte, melhor fotografia, melhor ator (David Strathairn) e melhor diretor (George Clooney)

BAFTA 2006 (Reino Unido)
- Indicado nas categorias de melhor filme, melhor ator (David Strathairn), melhor ator coadjuvante (George Clooney), melhor roteiro original e melhor edição.
- George Clooney foi indicado ao Prêmio David Lean de melhor direção.

Prêmio David di Donatello 2006 (Itália)
- Indicado na categoria de melhor filme estrangeiro.

Independent Spirit Awards (2006 (EUA)
- Venceu na categoria de melhor fotografia.
- Indicado nas categorias de melhor filme, melhor diretor e melhor ator (David Strathairn).

Globo de Ouro 2006 (EUA)
- Indicado nas categorias de melhor filme - drama, melhor diretor de cinema, melhor ator de cinema - drama (David Strathairn) e melhor roteiro de cinema.

Festival de Veneza 2005 (Itália)
- Ganhou o Prêmio Pasinetti de melhor filme, o Volpi Cup de melhor ator (David Strathairn), o Prêmio FIPRESCI e o de melhor roteiro.
- Foi indicado ao Leão de Ouro.